# Morais Abreu
Morais Santos Abreu (ur. 10 lipca 1968 w prowincji Moxico) – angolski siatkarz plażowy, uczestnik igrzysk olimpijskich.
Abreu wraz z Emanuelem Fernandesem reprezentował Angolę na Letnich Igrzyskach Olimpijskich 2008 odbywających się w Pekinie. Przegrali wszystkie trzy mecze fazy grupowej, kolejno z parami Ricardo / Emanuel z Brazylii, Schacht / Slack z Australii i Geor / Gia z Gruzji. Reprezentanci Angoli zostali sklasyfikowani w turnieju olimpijskim na miejscach od 19. do 25.
Abreu najlepszy wynik w rozgrywkach World Tour, 17. miejsce, osiągnął z Fernandesem w 2008 podczas turnieju w Guarujá. W rozgrywkach FIVB występował także w parze z Mario Silvą.